# Enzo Prono
Enzo Prono (n. Asunción, Paraguay; 27 de junio de 1991) es un exfutbolista paraguayo. Juega de delantero y su último equipo fue Alebrijes de Oaxaca del Ascenso MX.

## Carrera

### Atlante
El 2 de septiembre de 2015 se anuncia su traspaso al Atlante FC de México.
Ascenso MX - Apertura 2015.- Juega 5 partidos y anota un solo gol en el torneo regular, ya en la liguilla por el título, anotó un gol importante ante Lobos BUAP en la semifinal. Ya en la final, Atlante FC perdió ante FC Juárez con global de 3-1. 
Ascenso MX - Clausura 2016.- Para este torneo ya tuvo más actividad, jugando 15 partidos y anotando 4 goles en la fase regular, en la liguilla jugó en 4 encuentros, aunque sin anotar. Atlante FC es eliminado en la semifinal por su clásico rival el Necaxa.

## Selección
Ha sido internacional con la Selección de fútbol de Paraguay en 1 ocasión sin anotar goles.

## Clubes
| Club                | País      | Año               |
| ------------------- | --------- | ----------------- |
| Sol de América      | Paraguay  | 2008 - 2012       |
| Olimpia             | Paraguay  | 2013              |
| Sol de América      | Paraguay  | 2014              |
| Arsenal de Sarandi  | Argentina | 2014              |
| General Díaz        | Paraguay  | 2015              |
| Atlante F.C.        | México    | 2015 - 2017       |
| General Díaz        | Paraguay  | 2017              |
| Zulia FC            | Venezuela | 2018              |
| Alebrijes de Oaxaca | México    | 2019 - Actualidad |

## Palmarés

### Campeonato Nacionales
| Título         | Club     | País      | Año  |
| -------------- | -------- | --------- | ---- |
| Copa Venezuela | Zulia FC | Venezuela | 2018 |